# Les Cammazes
Les Cammazes è un comune francese di 319 abitanti situato nel dipartimento del Tarn nella regione dell'Occitania.

## Società

### Evoluzione demografica
Abitanti censiti